# 曰部
曰部（えつぶ）は、漢字を部首により分類したグループの一つ。
康熙字典214部首では73番目に置かれる（4画の13番目）。

## 概要
「曰」の字は発話の内容を導く動詞（いわく - と・ - という）であり、『説文解字』によると口から呼気が出る様子に象るという。偏旁の意符としては発話に関することを示す。
白川静は、「曰」を祝詞の容器であるサイ (漢字学)の蓋を少し開けて、中の祝祷の書を見ようとする形といい、字源上曷・曹・書・替などがこれに従うという。
しかし、曰部が収める漢字は、上記の偏旁だけではなく、字源的に曰とは関係なくとも、多くの日部以外の「日」の形を筆画に持つ漢字を収めており、多くは「日」よりも横長にデザインされている。例えば「曲」は字源的に曰とは関係がない象形文字だし、「更」も字源上「丙」と「攴」から成っていた（㪅）のが楷書に至る過程での字形の変化によりもはや原型を留めておらず、これらの字についてはやむを得ず便宜的に楷書の筆画によって「曰」の形を抽出して曰部に所属させているだけである。
現代の中国の簡体字の部首分類法では、曰部は日部に統合されており、日本の漢和辞典でも一部ではそうしている場合がある。

## 部首の通称
- 日本：ひらび・いわく
- 中国：扁日頭
- 韓国：가로되왈부（garodwoe wal bu、いわくの曰部）
- 英米：Radical say

## 部首字
曰
- 広韻 - 王伐切、月韻
- 詩韻 - 月韻、入声
- 三十六字母 - 喩母三等
- 日本語 - 音：エツ（ヱツ）（漢音）・ワチ（呉音） 訓：いわく
- 中国語 - ピンイン：yuē 注音：ㄩㄝ ウェード式：yüeh
- 朝鮮語 - 訓音：가로되（garodwoe、いわく） 왈(wal)

甲骨文
金文
大篆
小篆

## 例字
- 曰 - 曰・曷・曹・曾（曽）
- 曲・更・書・最・替
- 曱